# Klibbkremla
Klibbkremla (Russula viscida) är en svampart som beskrevs av Kudrna 1928. Klibbkremla ingår i släktet kremlor och familjen kremlor och riskor.  Arten är reproducerande i Sverige. Inga underarter finns listade i Catalogue of Life.